# Zuidzandstraat
De Zuidzandstraat is een straat in Brugge.

## Beschrijving
De heerweg van Oudenburg naar Aardenburg liep in Brugge vanaf 't Zand tot aan de Grote Markt. Er werden namen aan delen van de baan gegeven naarmate de baan als straat werd aangelegd. Het gedeelte van de Grote Markt tot aan het Vleeshuis (thans Simon Stevinplein) droeg al vroeg de naam van Steenstraat. Het volgende gedeelte, van het Vleeshuis tot aan de kathedraal, droeg tot ver in de achttiende eeuw de naam Ongepluimde-vogelstraat, totdat het ook Steenstraat werd. Het laatste deel, van de kathedraal tot aan 't Zand, werd de Zuidzandstraat, parallel met de Noordzandstraat. Beide namen verwijzen naar het feit dat de straten naar 't Zand leidden.
De Zuidzandstraat droeg al vroeg die naam. In de documenten is ze te vinden:
- 1282: Zuedzandstrate;
- 1288: Zuutzandstrate;
- 1297: Zuutzandstrate;
- 1300: die Zuitzantstrate.

Samen met de Steenstraat vormt ze een van de belangrijkste winkelstraten in de Brugse binnenstad. Vanuit de Zuidzandstraat is het winkelcentrum Zilverpand, gelegen tussen de Zuidzandstraat en de Noordzandstraat, te bereiken via de Zilversteeg.

## Literatuur

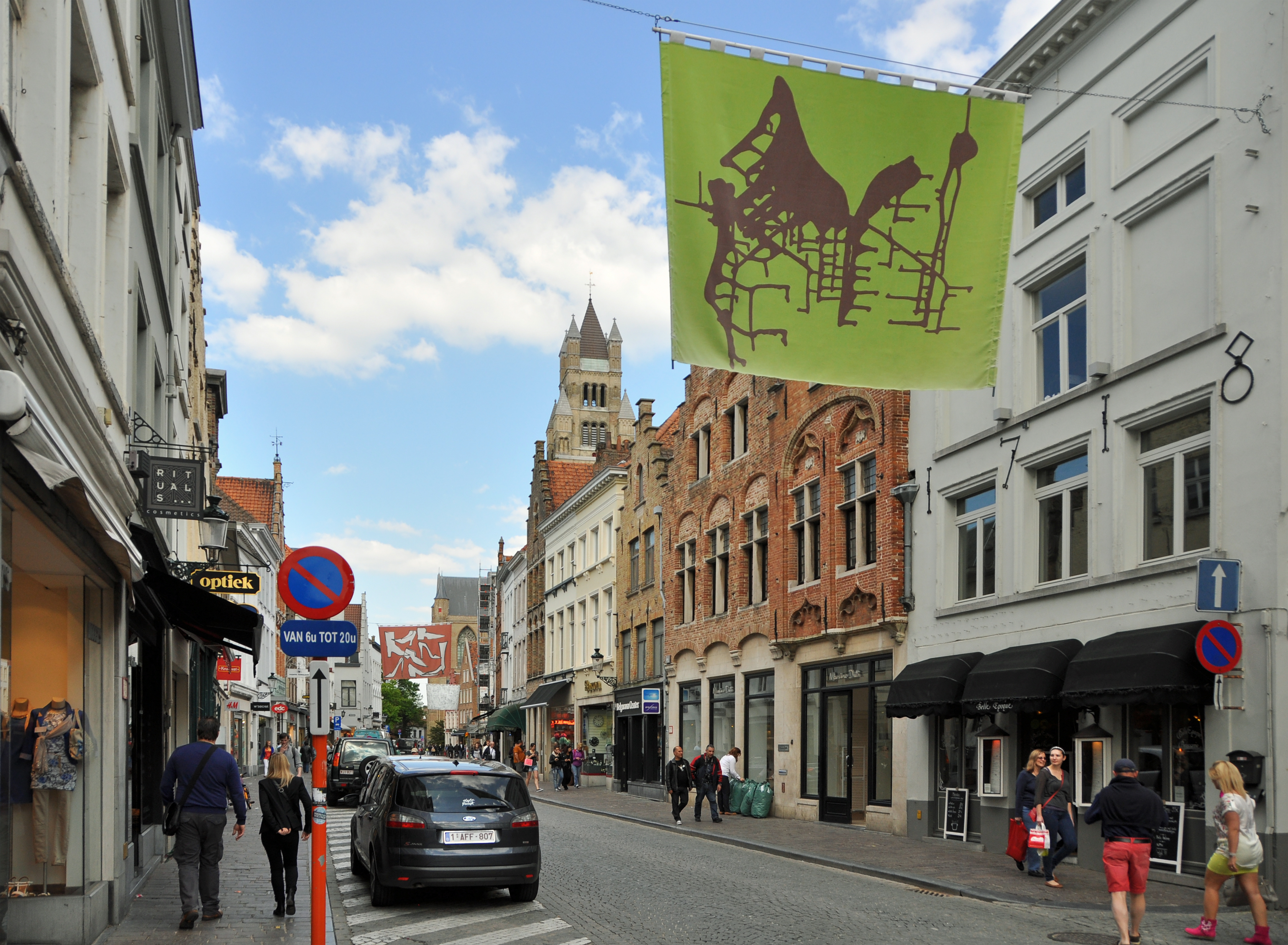
De Zuidzandstraat, met op de achtergrond de toren van de Sint-Salvatorskathedraal
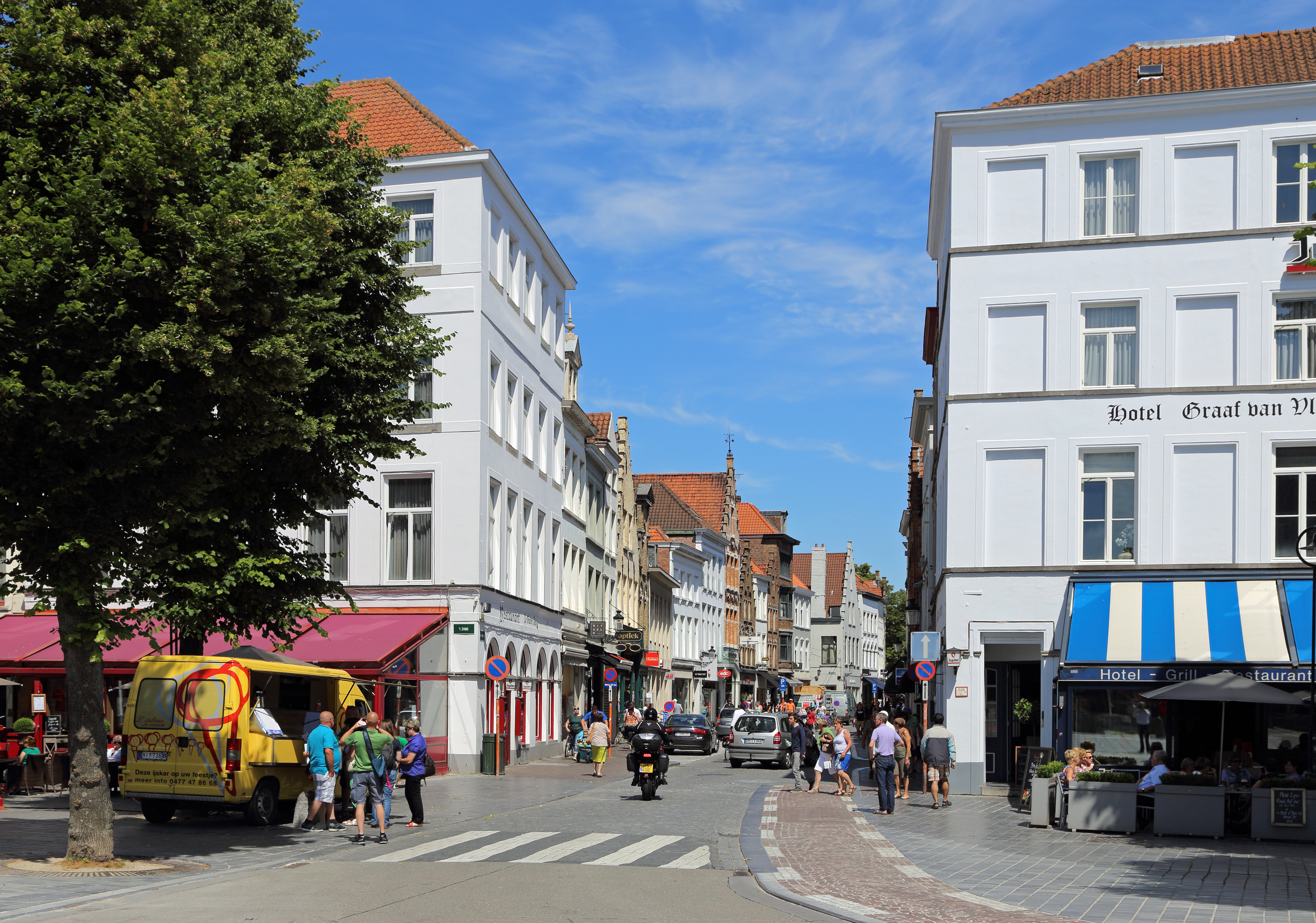
De Zuidzandstraat, gezien van op 't Zand
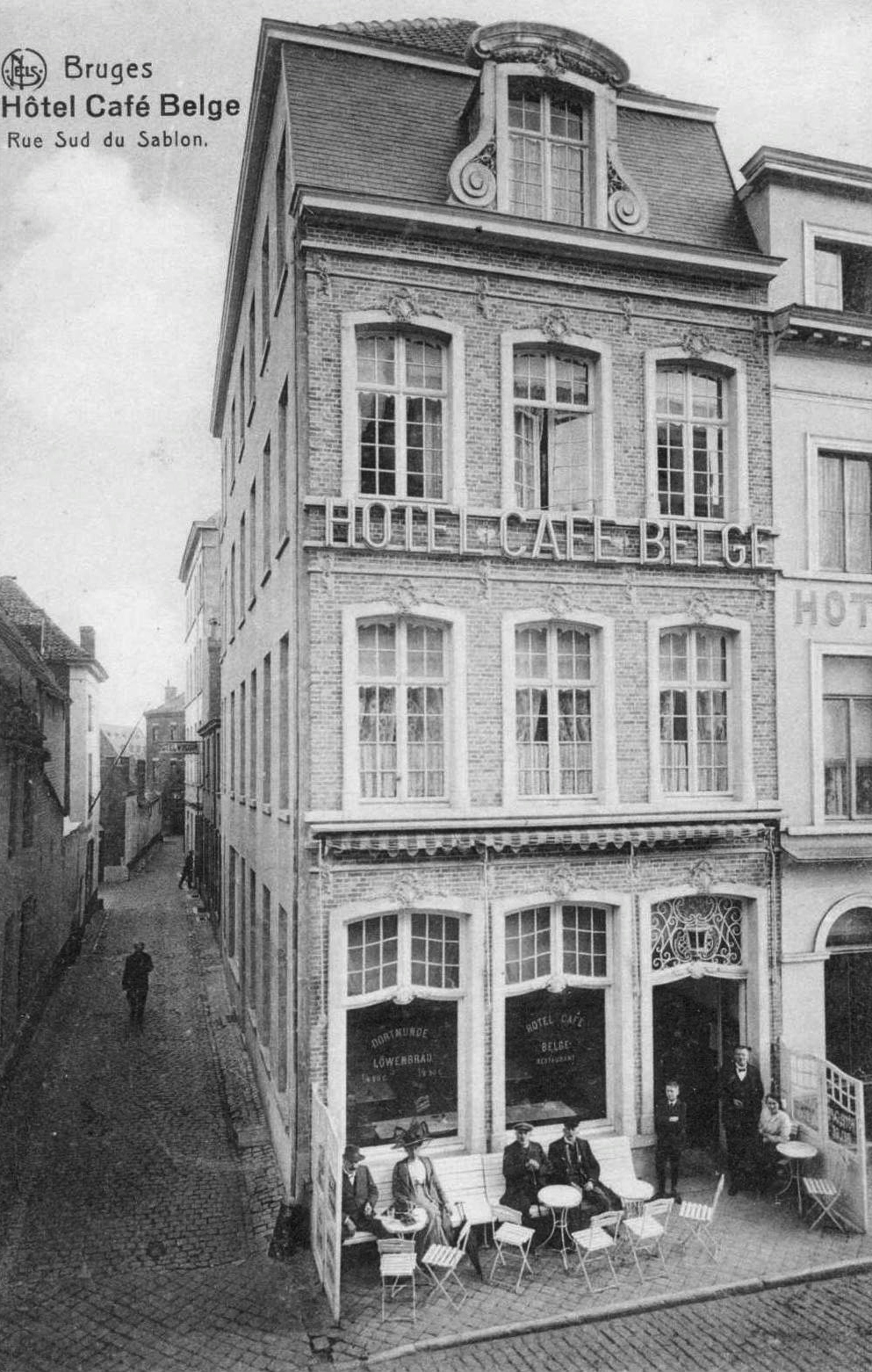
Een restaurant op de hoek van Zuidzandstraat en Hoogste van Brugge in 1925

## Bekende bewoners
- Lodewijk De Wolf
- Karel De Wolf
- Flori Van Acker